# Astra 4A
Astra 4A (Sirius 4) luxemburgi kommunikációs műhold. További szolgáltatók az űregységben, az AMC-12 (12-21 transzponderrel) és a Star One C-12 (18 transzponderrel).

## Küldetés
A műhold biztosítja a teljes körű televíziós műsorszóró szolgáltatást, beleértve a HDTV és más fejlett audiovizuális és a széles sávú szolgáltatásokat. Szolgáltatást Európában, Közel-Keleten, Afrikában, Észak-Amerikában, Dél-Amerikában végez.

## Jellemzői
Gyártotta a Lockheed Martin (amerikai), üzemeltette a Société Européenne des Satellites-Astra (SES Astra) Európa műhold üzemeltető magáncége.
Megnevezései:  COSPAR: 2007-057A; SATCAT kódja: 32299.
2007. november 17-én a Bajkonuri űrrepülőtérről, a LC-200/39 jelű indítóállványról egy Proton-M (Briz-M3 Ph.1) hordozórakétával állították közepes magasságú Föld körüli pályára (MEO = Medium Earth Orbit). Az orbitális pályája 1434,32 perces, 0,02° hajlásszögű, Geoszinkron pálya perigeuma 35 699 kilométer, az apogeuma 35 805 kilométer volt.
Alakja prizma, méretei 2 x 3 x 8.3 méter, tömege 4974 kilogramm. Szolgálati idejét 15 évre tervezték. Három tengelyesen stabilizált (Nap-Föld érzékeny) űreszköz. 66 televíziós csatorna, valamint videó és internet szolgáltatást végez. Telemetriai szolgáltatását antennák segítik. Információ lejátszó KU-sávos, 33 (27 aktív+6 tartalék) transzponder biztosította Európa lefedettségét. Az űreszközhöz napelemeket rögzítettek (kinyitva 26,8 méter; 8,1 kW), éjszakai (földárnyék) energia ellátását újratölthető kémiai akkumulátorok biztosították. A stabilitás és a pályaelemek elősegítése érdekében (monopropilén hidrazin) gázfúvókákkal felszerelt.